# Tomas Tobé
Tomas Gunnar Tobé (Gävle, 16 febbraio 1978) è un politico svedese.
È stato segretario del Partito Moderato dal gennaio 2015 al giugno 2017. Dal 2019 è parlamentare europeo e presidente della commissione per lo sviluppo.

## Carriera
Viene eletto per la prima volta al Riksdag alle legislative del 2006. Nel corso del suo mandato parlamentare presiede le commissioni Lavoro (dal 2010 al 2012), Istruzione (dal 2012 al 2014) e Giustizia (dal 2018 al 2019). Nel 2015 fu fatto il suo nome come possibile successore di Fredrik Reinfeldt come leader del Partito Moderato, ma Tobé rinunciò sostenendo Anna Kinberg Batra e fu nominato invece segretario del partito (seconda carica per importanza dopo quella di leader).  
Nel marzo 2017 è oggetto di una controversia sull'utilizzo di 11000 corone di fondi pubblici per spese private. Il 2 giugno 2017 viene rimosso dalla carica di segretario e diviene ministro ombra della giustizia.
Nel 2019 si candida alle elezioni europee e viene eletto al Parlamento europeo, dove presiede per la IX legislatura la commissione per lo sviluppo.

## Vita privata
Tobé è apertamente gay e sposato con Markus Tobé con il quale ha due figli gemelli avuti tramite maternità surrogata.